# 32-XX
Classificazione delle ricerche matematiche: sezioni di livello 1

00-XX 01 03 05 06 08 | 11 12 13 14 15 16 17 18 19 20 22 | 26 28 30 31 32 33 34 35 37 39 40 41 42 43 44 45 46 47 49 | 
 51 52 53 54 55 57 58 | 60 62 65 68 | 70 74 76 78 | 80 81 82 83 85 86 | 90 91 92 93 94 97-XX
32-XX è la sigla della sezione primaria dello schema di classificazione MSC dedicata alle funzioni di più variabili complesse e agli spazi analitici
La pagina attuale presenta la struttura ad albero delle sue sottosezioni secondarie e terziarie.

## 32-XX
più variabili complesse e spazi analitici
{per l'olomorfia infinito-dimensionale, vedi anche 46G20, 58B12}
- 32-00 opere di riferimento generale (manuali, dizionari, bibliografie ecc.)
- 32-01 esposizione didattica (libri di testo, articoli tutoriali ecc.)
- 32-02 presentazione di ricerche (monografie, articoli di rassegna)
- 32-03 opere storiche {!va assegnato almeno un altro numero di classificazione della sezione 01-XX}
- 32-04 calcolo automatico esplicito e programmi (non teoria della computazione o della programmazione)
- 32-06 atti, conferenze, collezioni ecc.

## 32Axx
funzioni olomorfe di molte variabili complesse
- 32A05 serie di potenze, serie di funzioni
- 32A07 domini speciali (di Reinhardt, di Hartogs, circolari, a tubo ecc.)
- 32A10 funzioni olomorfe
- 32A12 multifunzioni
- 32A15 funzioni intere
- 32A17 famiglie speciali di funzioni
- 32A18 funzioni di Bloch, funzioni normali
- 32A19 famiglie normali di funzioni, applicazioni
- 32A20 funzioni meromorfe
- 32A22 teoria di Nevanlinna (locale); stime della crescita; altre disuguaglianze {per la teoria geometrica, vedi 32H25, 32H30}
- 32A25 rappresentazione integrale; nuclei canonici (di Szegö, di Bergman ecc.)
- 32A26 rappresentazioni integrali, nuclei costruiti (e.g. nuclei di Cauchy e del tipo di Fantappiè)
- 32A27 teoria locale dei residui [vedi anche 32C30]
- 32A30 altre generalizzazioni della teoria delle funzioni di una variabile complessa {!dovrebbe essere assegnato anche almeno un altro numero di classificazione dalla sezione 30-XX} {per le funzioni di più variabili ipercomplesse, vedi 30G35}
- 32A35 spazi Hp [vedi anche 32M15, 42B30, 43A85, 46J15]
- 32A36 spazi di Bergman
- 32A37 altri spazi di funzioni olomorfe (e.g. di funzioni ad oscillazione media limitata (BMOA), di funzioni ad oscillazione media evanescente (VMOA)) [vedi anche 46Exx]
- 32A38 algebre di funzioni olomorfe [vedi anche 30H05, 46J10, 46J15]
- 32A40 comportamento al contorno delle funzioni olomorfe
- 32A45 iperfunzioni [vedi anche 46F15]
- 32A50 analisi armonica di più variabili complesse [vedi principalmente 43-XX]
- 32A55 integrali singolari
- 32A60 insiemi di annullamento di funzioni olomorfe
- 32A65 tecniche delle algebre di Banach [vedi principalmente 46Jxx]
- 32A70 tecniche di analisi funzionale [vedi principalmente 46Exx]
- 32A99 argomenti diversi dai precedenti, ma in questa sezione

## 32Bxx
geometria analitica locale
[vedi anche 13-XX, 14-XX]
- 32B05 algebre analitiche e generalizzazioni, teoremi di preparazione
- 32B10 germi di insiemi analitici, parametrizzazione locale
- 32B15 sottoinsiemi analitici di spazi affini
- 32B20 insiemi semianalitici ed insiemi subanalitici [vedi anche 14P15]
- 32B25 triangolazione e questioni collegate
- 32B99 argomenti diversi dai precedenti, ma in questa sezione

## 32Cxx
spazi analitici
- 32C05 varietà analitiche reali, spazi analitici reali [vedi anche 14Pxx, 58A07]
- 32C07 insiemi analitici reali, funzioni di Nash complesse [vedi anche 14P15, 14P20]
- 32C09 immersione di varietà analitiche reali
- 32C11 supergeometria complessa [vedi anche 14A22, 14M30, 58A50]
- 32C15 spazi complessi
- 32C18 topologia degli spazi analitici
- 32C20 spazi analitici normali
- 32C22 immersione di spazi analitici
- 32C25 sottoinsiemi analitici e sottovarietà analitiche
- 32C30 integrazione sugli insiemi analitici e sugli spazi analitici, correnti {per la teoria locale, vedi 32A25 o 32A27}
- 32C35 fasci analitici e gruppi di coomologia [vedi anche 14Fxx, 18F20, 55N30]
- 32C36 coomologia locale degli spazi analitici
- 32C37 teoremi di dualità
- 32C38 fasci di operatori differenziali e loro moduli, D-moduli [vedi anche 14F10, 16S32, 35A27, 58J15]
- 32C55 il problem di Levi in spazi complessi; generalizzazioni
- 32C81 applicazioni alla fisica
- 32C99 argomenti diversi dai precedenti, ma in questa sezione

## 32Dxx
prolungamento analitico
- 32D05 domini di olomorfia
- 32D10 inviluppi di olomorfia
- 32D15 prolungamento di oggetti analitici
- 32D20 singolarità eliminabili
- 32D25 domini di Riemann
- 32D99 argomenti diversi dai precedenti, ma in questa sezione

## 32Exx
convessità olomorfa
- 32E05 spazi complessi olomorficamente convessi, teoria della riduzione
- 32E10 spazi di Stein, varietà di Stein
- 32E20 convessità polinomiale
- 32E30 approssimazione olomorfica ed approssimazione polinomiale, coppie di Runge, interpolazione
- 32E35 comportamento globale al bordo delle funzioni olomorfe
- 32E40 il problema di Levi
- 32E99 argomenti diversi dai precedenti, ma in questa sezione

## 32Fxx
convessità geometrica
- 32F10 q-convessità, q-concavità
- 32F17 altre nozioni di convessità
- 32F18 condizioni di tipo finito
- 32F27 conseguenze topologiche della convessità geometrica
- 32F32 conseguenze analitiche della convessità geometrica (teoremi di svanimento?vanishing ecc.)
- 32F45 metriche invarianti e pseudodistanze
- 32F99 argomenti diversi dai precedenti, ma in questa sezione

## 32Gxx
deformazioni delle strutture analitiche
- 32G05 deformazioni delle strutture complesse [vedi anche 13D10, 16S80, 58H10, 58H15]
- 32G07 deformazioni di strutture speciali (e.g. CR)
- 32G08 deformazioni di fibrati
- 32G10 deformazioni di sottovarietà e di sottospazi
- 32G13 problemi di moduli analitici {per i problemi di moduli algebrici, vedi 14D20, 14D22, 14H10, 14J10} [vedi anche 14H15], 14J15]
- 32G15 moduli di superfici di Riemann, teoria di Teichmueller [vedi anche 14H15, 30Fxx]
- 32G20 matrici dei periodi, variazioni delle strutture di Hodge; degenerazioni [vedi anche 14D05, 14D07, 14K30]
- 32G34 moduli e deformazioni per le equazioni differenziali ordinarie (e.g. equazione di Khnizhnik-Zamolodchikov) [vedi anche 34Mxx]
- 32G81 applicazioni alla fisica
- 32G99 argomenti diversi dai precedenti, ma in questa sezione

## 32Hxx
applicazioni olomorfe e corrispondenze olomorfe
- 32H02 applicazioni olomorfe, immersioni chiuse (olomorfe) e questioni collegate
- 32H04 applicazioni meromorfe
- 32H12 unicità al contorno di applicazioni
- 32H25 teoremi alla Picard e generalizzazioni {per proprietà basate sulla teoria delle funzioni, vedi 32A22}
- 32H30 teoria della distribuzione dei valori in dimensione superiore {per proprietà di teoria delle funzioni, vedi 32A22}
- 32H35 applicazioni proprie, teoremi di finitezza
- 32H40 regolarità al bordo delle applicazioni
- 32H50 problemi di iterazione
- 32H99 argomenti diversi dai precedenti, ma in questa sezione

## 32Jxx
spazi analitici compatti
{per le superfici di Riemann, vedi 14Hxx, 30Fxx; per la teoria algebrica, vedi 14Jxx}
- 32J05 compattificazione degli spazi analitici
- 32J10 teoremi di dipendenza algebrica
- 32J15 superfici compatte
- 32J17 varietà tridimensionali compatte
- 32J18 varietà n-dimensionali compatte ($n ≥ 4$)
- 32J25 metodi trascendenti della geometria algebrica [vedi anche 14C30]
- 32J27 varietà di Kähler compatte: generalizzazioni, classificazione
- 32J81 applicazioni alla fisica
- 32J99 argomenti diversi dai precedenti, ma in questa sezione

## 32Kxx
generalizzazione degli spazi analitici
{!dovrebbe essere assegnato almeno un altro numero di classificazione in questa sezione}
- 32K05 spazi analitici di Banach [vedi anche 58Bxx]
- 32K07 spazi complessi formali e graduati [vedi anche 58C50]
- 32K15 funzioni differenziabili sugli spazi analitici, spazi differenziabili [vedi anche 58C25]
- 32K99 argomenti diversi dai precedenti, ma in questa sezione

## 32Lxx
fibrazioni?spazi fibrati olomorfi
[vedi anche 55Rxx]
- 32L05 fasci olomorfi e generalizzazioni
- 32L10 ?fasci e coomologia delle sezioni? di fibrati vettoriali olomorfi, risultati generali [vedi anche 14F05, 18F20, 55N30]
- 32L15 ?convessità di fibrato? [vedi anche 32F10]
- 32L20 teoremi di annullamento
- 32L25 teoria dei twistors, fibrazioni doppie [vedi anche 53C28]
- 32L81 applicazioni alla fisica
- 32L99 argomenti diversi dai precedenti, ma in questa sezione

## 32Mxx
spazi complessi con un gruppo di automorfismi
- 32M05 gruppi di Lie complessi, gruppi di automorfismi agenti su spazi complessi [vedi anche 22E10]
- 32M10 varietà complesse omogenee [vedi anche 14M17, 57T15]
- 32M12 varietà quasi omogenee e spazi quasi omogenei [vedi anche 14M17]
- 32M15 spazi hermitiani simmetrici, algebre di Jordan con? domini simmetrici limitati [vedi anche 22E10, 22E40, 53C35, 57T15]
- 32M17 gruppi di automorfismi di Cn e varietà affini
- 32M25 campi vettoriali complessi
- 32M99 argomenti diversi dai precedenti, ma in questa sezione

## 32Nxx
funzioni automorfe
[vedi anche 11Fxx, 20H10, 22E40, 30F35]
- 32N05 teoria generale delle funzioni automorfe di più variabili complesse
- 32N10 forme automorfe
- 32N15 funzioni automorfe in domini simmetrici
- 32N99 argomenti diversi dai precedenti, ma in questa sezione

## 32Pxx
analisi complessa non archimedea {!dovrebbe essere assegnato almeno un altro numero di classificazione dalla sezione 32-XX atto a descrivere il tipo di problema}
- 32P05 analisi complessa non Archimedea {!dovrebbe essere assegnato almeno un altro numero di classificazione dalla sezione 32-XX atto a descrivere il tipo di problema}
- 32P99 argomenti diversi dai precedenti, ma in questa sezione

## 32Qxx
varietà complesse
- 32Q05 varietà a curvatura negativa
- 32Q10 varietà a curvatura positiva
- 32Q15 varietà di Kähler
- 32Q20 varietà di Kähler-Einstein [vedi anche 53Cxx]
- 32Q25 teoria di Calabi-Yau
- 32Q26 nozioni di stabilità
- 32Q28 varietà di Stein
- 32Q30 uniformizzazione
- 32Q35 varietà complesse come sottodomini dello spazio euclideo
- 32Q40 teoremi di immersione
- 32Q45 varietà iperboliche e varietà di Kobayashi iperboliche
- 32Q55 aspetti topologici delle varietà complesse
- 32Q57 teoremi di classificazione
- 32Q60 varietà quasi complesse
- 32Q65 curve pseudoolomorfe
- 32Q99 argomenti diversi dai precedenti, ma in questa sezione

## 32Sxx
singolarità
- 32S05 singolarità locali [vedi anche 14J17]
- 32S10 invarianti degli anelli analitici locali
- 32S15 equisingolarità (topologica ed analitica) [vedi anche 14E15]
- 32S20 teoria globale delle singolarità; proprietà coomologiche [vedi anche 14E15]
- 32S22 relazioni con gli arrangiamenti di iperpiani [vedi anche 52C30]
- 32S25 singolarità delle superfici e delle ipersuperfici [vedi anche 14J17]
- 32S30 deformazioni delle singolarità; cicli evanescenti [vedi anche 14B07]
- 32S35 teoria di Hodge mista delle varietà singolari [vedi anche 14C30, 14D07]
- 32S40 monodromia; relazioni con le equazioni differenziali ed i D-moduli
- 32S45 modificazioni; risoluzione delle singolarità [vedi anche 14E15]
- 32S50 aspetti topologici: teoremi di Lefschetz, classificazione topologica, invarianti
- 32S55 fibrazione di Milnor; relazioni con la teoria dei nodi [vedi anche 57M25, 57Q45]
- 32S60 stratificazioni; fasci costruibili; coomologia intersezione [vedi anche 58Kxx]
- 32S65 singolarità dei campi vettoriali olomorfi
- 32S70 altre operazioni sulle singolarità
- 32S99 argomenti diversi dai precedenti, ma in questa sezione

## 32Txx
domini pseudoconvessi
- 32T05 domini di olomorfia
- 32T15 domini fortemente pseudoconvessi
- 32T20 domini di verme?worm
- 32T25 domini di tipo finito
- 32T27 invarianti geometrici ed analitici su frontiere debolmente pseudoconvesse
- 32T35 funzioni di? esaustione
- 32T40 funzioni di picco
- 32T99 argomenti diversi dai precedenti, ma in questa sezione

## 32Uxx
teoria pluripotenziale
- 32U05 funzioni plurisubarmoniche e generalizzazioni [vedi anche 31C10]
- 32U10 funzioni di? esaustione plurisubarmoniche
- 32U15 teoria pluripotenziale generale
- 32U20 teoria della capacità e generalizzazioni
- 32U25 numeri di Lelong
- 32U30 insiemi rimovibili
- 32U35 funzioni di Green pluricomplesse
- 32U40 correnti
- 32U99 argomenti diversi dai precedenti, ma in questa sezione

## 32Vxx
varietà CR
- 32V05 strutture CR, operatori CR e generalizzazioni
- 32V10 funzioni CR
- 32V15 varietà CR come frontiere di domini
- 32V20 analisi su varietà CR
- 32V25 estensioni di funzioni e di altri oggetti analitici da varietà CR
- 32V30 immersioni di varietà CR
- 32V35 condizioni di tipo finito su varietà CR
- 32V40 sottovarietà reali in varietà complesse
- 32V99 argomenti diversi dai precedenti, ma in questa sezione

## 32Wxx
operatori differenziali in più variabili
- 32W05 operatori & overline partial; e & overline partial;-Neumann
- 32W10 operatori & overline partial;b e & overline partial;b-Neumann
- 32W20 operatori di Monge-Ampère complessi
- 32W25 operatori pseudodifferenziali in più variabili complesse
- 32W30 nuclei del calore?heat in più variabili complesse
- 32W50 altre equazioni alle derivate parziali dell'analisi complessa
- 32W99 argomenti diversi dai precedenti, ma in questa sezione